# NGC 2171
NGC 2171 est un groupe d'étoiles situé dans la constellation de la Table. Ce groupe d'étoiles est dans le Grand Nuage de Magellan. L'astronome britannique John Herschel a enregistré la position de ce groupe d'étoiles le 16 décembre 1835.